# Metastelma peruvianum
Metastelma peruvianum är en oleanderväxtart som beskrevs av Rudolf Schlechter. Metastelma peruvianum ingår i släktet Metastelma och familjen oleanderväxter. Inga underarter finns listade i Catalogue of Life.